# Убагета Коста (Империја)
Убагета Коста је насеље у Италији у округу Империја, региону Лигурија.
Према процени из 2011. у насељу је живело 8 становника. Насеље се налази на надморској висини од 416 м.